# Piet Straub
Pieter Adrianus Johannes (Piet) Straub (Den Haag, 21 augustus 1946) is een Nederlands politicus. Hij was namens de Partij van de Arbeid lid van de Tweede Kamer.
Straub werd geboren in een SDAP-gezin. Hij volgde een opleiding tot politieman. Hij was onder meer politieambtenaar in Almelo, docent aan een politieschool en wachtmeester. Van 1998 tot 2003 was Straub districtschef Drachten van de regiopolitie Friesland, in de rang van commissaris. Bij de Tweede Kamerverkiezingen 2003 werd hij gekozen als lid van de Tweede Kamer. Hij hield zich in het parlement vooral bezig met politie, gevangeniswezen en veiligheid.
Bij de Tweede Kamerverkiezingen 2006 stelde Straub zich niet herkiesbaar. Hij nam op 29 november 2006 afscheid van het parlement.

## Persoonlijk
Straub woont in Rijswijk. Zijn zoon Pieter Straub is oud-PvdA-fractievoorzitter in Hengelo.
- Parlement.com: vge7dtpnaizn